# Henrique Baixinho
Henrique Capela Baixinho (Caminha, 1961) é um remador português.
Foi atleta de diversos clubes, entre os quais o Sporting Clube Caminhense, o ARCO, de Viana do Castelo, o Clube Ginásio Figueirense, o Clube de Regatas do Flamengo e o Clube de Regatas Vasco da Gama. Conta com 55 títulos de campeão português de Remo e 17 títulos brasileiros, tendo atuado no Brasil pelo Club de Regatas Vasco da Gama.
Foi quarto colocado no Mundial de 1988, e conquistou a sua primeira medalha internacional no ano de 1994, ao receber a medalha de bronze no LM4x. Participou dos Jogos Olímpicos de Atlanta em 1996, sendo considerado o maior remador português de todos os tempos.
Sua alcunha é "Mina".